# Dioscorea atrescens
Dioscorea atrescens är en enhjärtbladig växtart som beskrevs av Reinhard Gustav Paul Knuth. Dioscorea atrescens ingår i släktet Dioscorea och familjen Dioscoreaceae. Inga underarter finns listade i Catalogue of Life.